# Shōroku Onoe II
Shōroku Onoe II (二代目 尾上松緑, Nidaime Onoe Shōroku) est le nom de scène de Yutaka Fujima (藤間 豊, Fujima Yutaka) (28 mars 1913 – 25 juin 1989), un acteur japonais qui fut l'un des plus importants interprètes de pièces classiques de kabuki. Il était spécialisé dans les rôles féminins (tous les interprètes de kabuki sont des hommes). Il fut un disciple du grand Kikugorō Onoe VI ; après avoir tenu la vedette dans Neiboku sen hagi (« La dispute pour la succession »), il choisit d’adopter le nom dynastique de son mentor. À l’âge de cinq ans, on put le voir dans le rôle de Ushiwakamaru dans le très célèbre drame Shusse Kageyiko au Théâtre Teikoku de Tokyo. Les meilleurs rôles de Onoe demeurent sans contredit, pour des productions de kabuki, Yoshitsune Sembonzakura (« Les milliers de cerisiers »), Tsuchigumo (« la terre-araignée ») et la comédie Kanchincho. Onoe se produisit aussi dans des œuvres de Jean-Paul Sartre et de William Shakespeare. Nommé trésor national vivant du Japon en 1972 par le gouvernement japonais, il fut décoré de l’ordre de la Culture en 1987.